# Liste der Wappen der kreisfreien Städte in Rheinland-Pfalz

## Kreisfreie Städte in Rheinland-Pfalz

Frankenthal (Pfalz)[1]
Kaiserslautern[2]
Koblenz[3]
Landau in der Pfalz[4]
Ludwigshafen am Rhein[5]
Mainz[6]
Neustadt an der Weinstraße[7]
Pirmasens[8]
Speyer[9]
Trier[10]
Worms[11]
Zweibrücken[12]

## Historische Wappen der kreisfreien Städte

### Frankenthal (Pfalz)
Das heutige Wappen wurde am 27. November 1954 eingeführt und ersetzte das Wappen, welches hier zu sehen ist. Dies wurde am 27. Juli 1841 eingeführt. Der Diamant steht für die drei großen Volksgruppen in Frankenthal zu dieser Zeit: Holländer, Wallonen und Deutsche.

An Frankenthal eingegliedert wurden 1919 Flomersheim, Mörsch und Studernheim, sowie 1969 Eppstein.

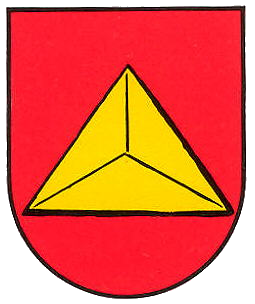
Frankenthal 1841–1954
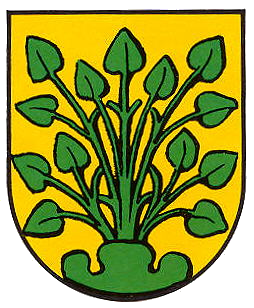
Flomersheim bis in das späte 19. Jahrhundert (ungenehmigt)
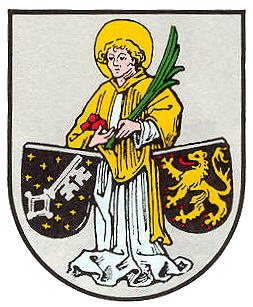
Mörsch 1919–1987 (ungenehmigt)
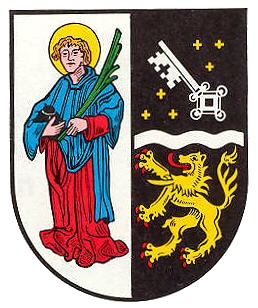
Mörsch seit 8. Mai 1987
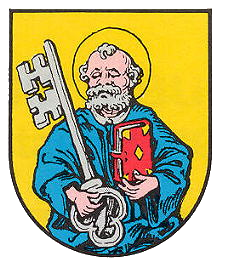
Studernheim bis 1919 (ungenehmigt)
Eppstein seit 27. Juni 1841[18]

### Kaiserslautern
Kaiserslautern eingegliedert wurde 1969 Dansenberg, Erfenbach (1937 Stockborn), Erlenbach, Hohenecken, Mölschbach, Morlautern und Siegelbach

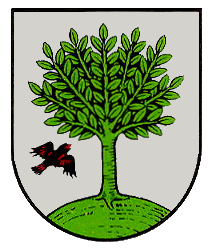
Dansenberg seit 14. September 1949
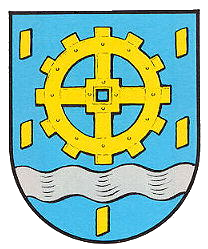
Erfenbach seit 5. Dezember 1922
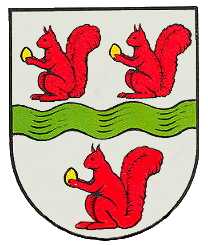
Erlenbach seit 22. März 1926
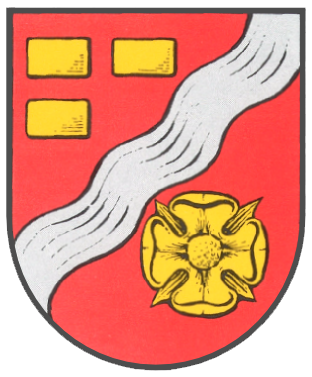
Hohenecken seit 27. November 1926
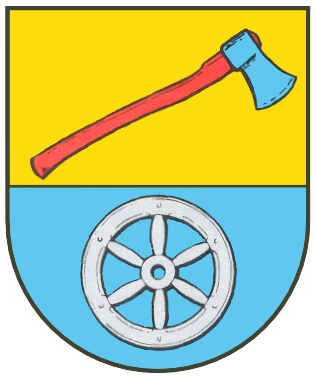
Mölschbach seit 16. Mai 1960
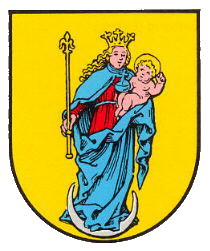
Morlautern vor 1960 (nicht offiziell)
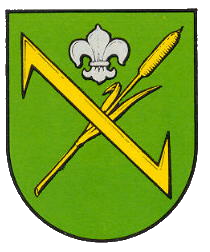
Morlautern seit 9. März 1960
Siegelbach seit 28. März 1927[26]

### Koblenz
Eingegliedert wurden 1937 Ehrenbreitstein, Horchheim, Metternich, Pfaffendorf; 1969 Güls, Kesselheim, Stolzenfels; 1970 Arenberg, Arzheim, Bubenheim, Immendorf, Lay und Rübenach

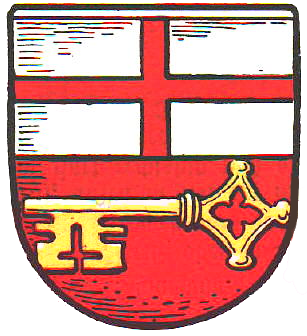
Ehrenbreitstein
Güls
Lay
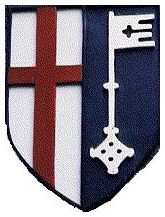
Pfaffendorf
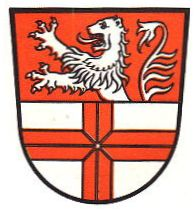
Rübenach

### Landau
Das heutige Wappen wurde am 10. Januar 1961 eingeführt und zeigt als Schild vor dem Löwen den Reichsadler, da die Stadt bereits im späten 13. Jahrhundert freie und Reichsstadt wurde. Am 4. Januar 1907 war ein Wappen bestätigt worden mit einer Burg und zwei Hornbläsern in den Türmen, dies rekonstruiert das älteste Siegel aus dem Jahr 1286. Eine schlechte Rekonstruktion wurde vor 1907 benutzt.

Außerdem gab es einige Eingliederungen: 1937 Mörlheim, Queichheim; 1972 Arzheim, Dammheim, Godramstein, Mörzheim, Nußdorf und Wollmesheim

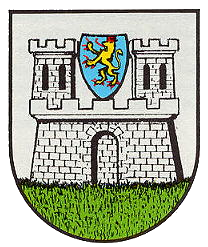
Landau vor 1907
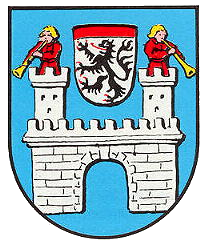
Landau 1907–1961
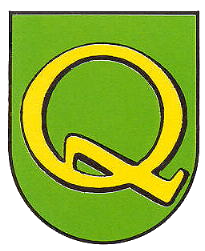
Queichheim
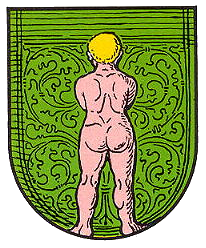
Arzheim vor 1956 (ungenehmigt)
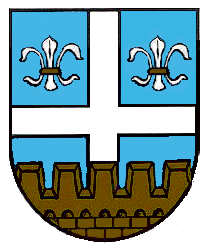
Arzheim
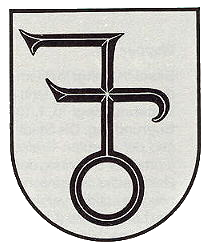
Dammheim seit 12. Dezember 1956
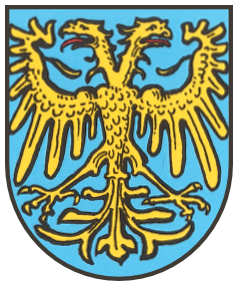
Godramstein seit 14. Juni 1844
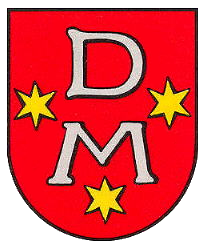
Mörzheim seit 2. Dezember 1927
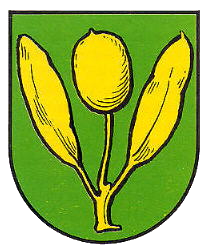
Nußdorf seit 14. Juni 1944
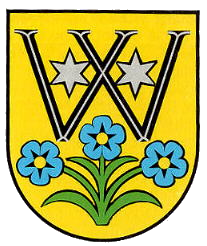
Wollmesheim seit 25. Oktober 1937

### Ludwigshafen am Rhein
Das heutige Ludwigshafener Wappen (Anker) wurde bereits 1853 verliehen. Mit der Eingemeindung von Friesenheim 1895 wurden dessen Spaten und die wittelsbacher Rauten von Kurpfalz und Bayern aufgenommen. Nach der Eingemeindung von Mundenheim wurde dessen Schlüssel aufgenommen. 1937 kehrte Ludwigshafen zu dem ursprünglichen Wappen zurück. In der Folge wurden 1938 noch Maudach, Oggersheim und Oppau, sowie 1974 Ruchheim eingemeindet. Zuvor hatte sich Edigheim 1929 bereits Oppau angeschlossen, so dass der gemeinsame Ort für kurze Zeit noch ein eigenes Wappen führte

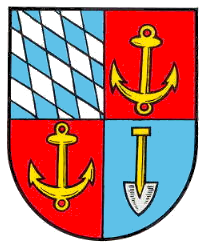
Ludwigshafen am Rhein 1895–1900
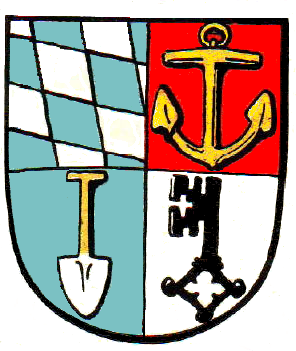
Ludwigshafen am Rhein 1900–1937
Ludwigshafen am Rhein 1900–1937 großes Wappen
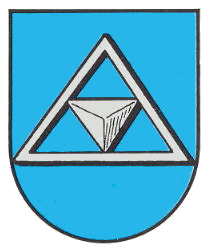
Edigheim
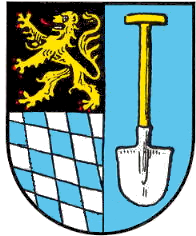
Friesenheim
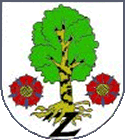
Gartenstadt
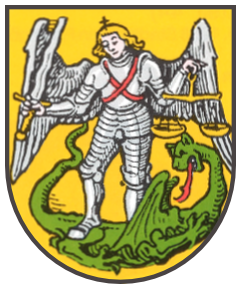
Maudach
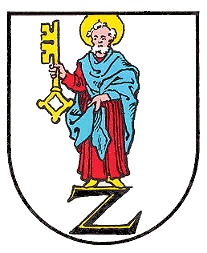
Mundenheim
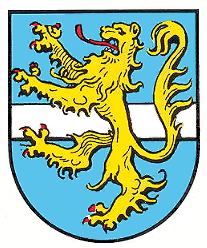
Oggersheim bis 1980
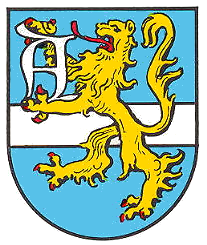
Oggersheim
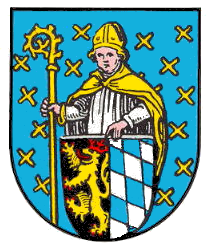
Oppau
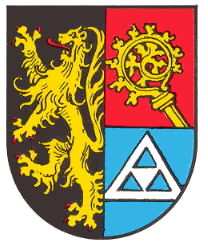
Oppau mit Edigheim 1929–1938
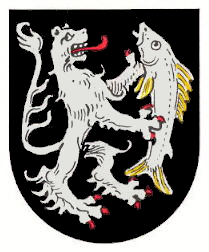
Rheingönheim
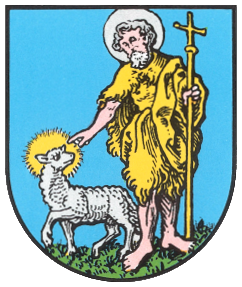
Ruchheim

### Mainz
Eingemeindungen: 1907 Mombach; 1908 Kastel (bis 1945), Amöneburg (bis 1945); 1913 Kostheim (bis 1945); 1930 Bischofsheim (bis 1945) Bretzenheim, Weisenau; 1938 Ginsheim (bis 1945), Gonsenheim; 1969 Drais, Ebersheim, Finthen, Hechtsheim, Laubenheim, Marienborn

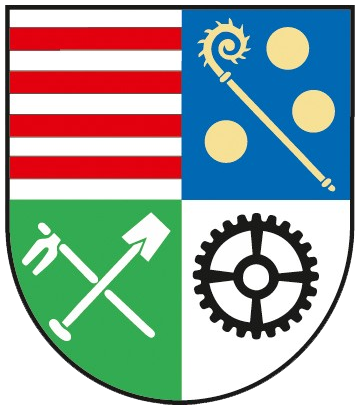
Mombach
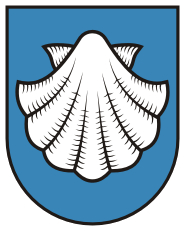
Kastel
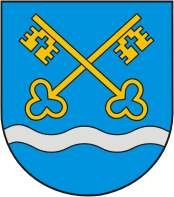
Amöneburg
Kostheim
Bischofsheim
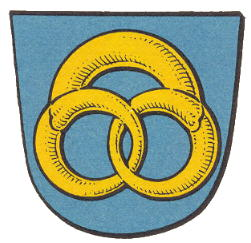
Bretzenheim
Weisenau
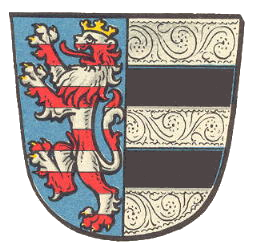
Ginsheim
Gonsenheim
Drais
Ebersheim
Finthen
Hechtsheim
Laubenheim
Marienborn

### Neustadt an der Weinstraße
Eingemeindungen: 1892 Winzingen; 1969 Diedesfeld, Geinsheim, Gimmeldingen (das 1860 Lobloch eingegliedert hatte), Haardt, Hambach, Königsbach, Lachen-Speyerdorf, Mußbach; 1974 Duttweiler

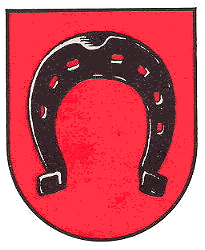
Diedesfeld
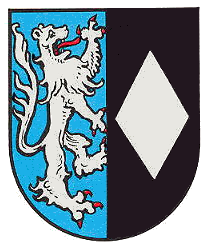
Duttweiler
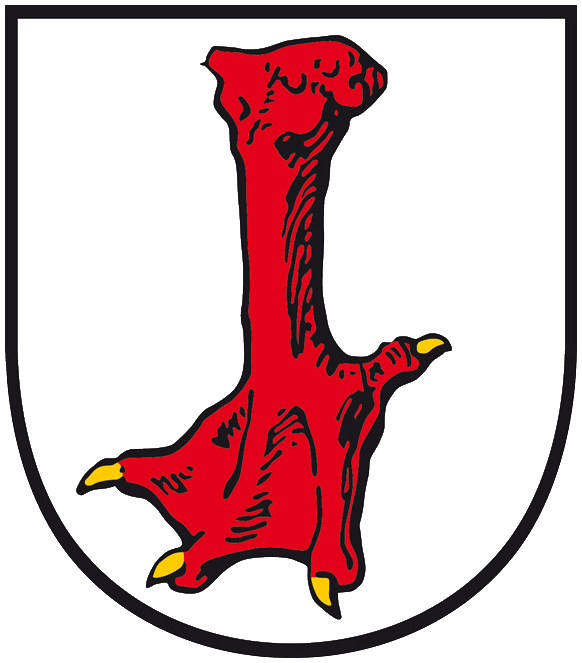
Geinsheim
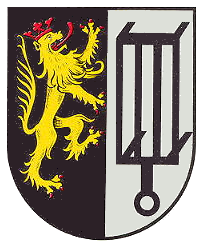
Gimmeldingen
Haardt[52]
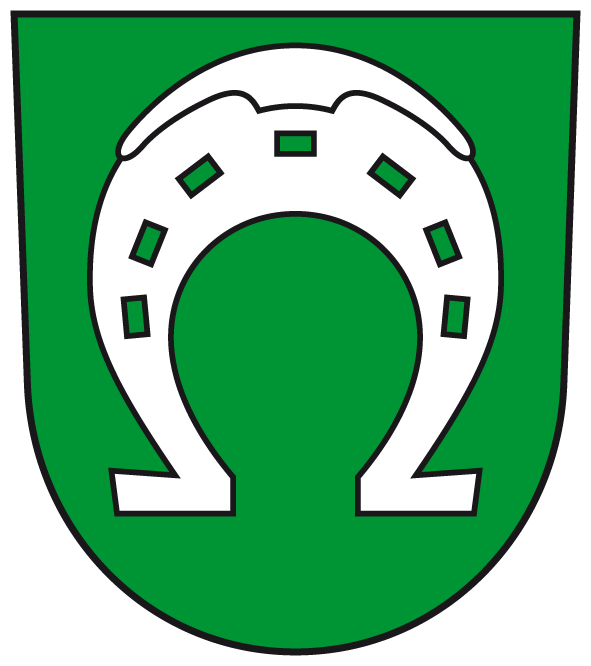
Hambach
Königsbach[54]
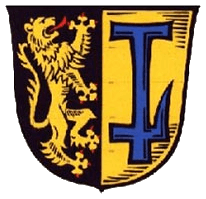
Lachen-Speyerdorf
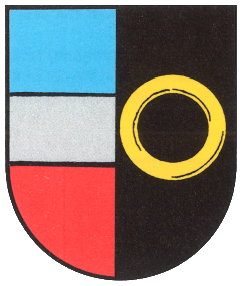
Lobloch
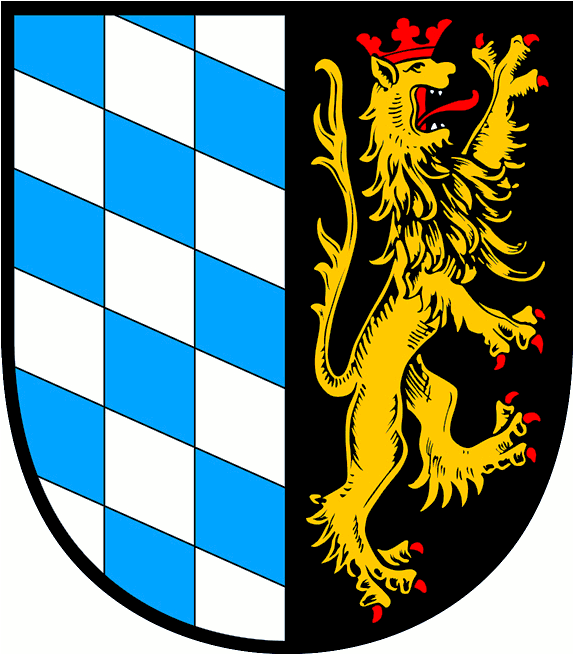
Mußbach
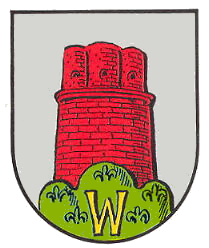
Winzingen

### Pirmasens
Eingemeindungen: 1969 Erlenbrunn, Winzeln; 1972 Gersbach, Windsberg

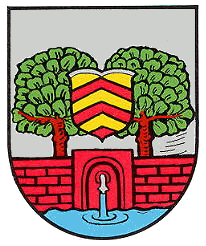
Erlenbrunn
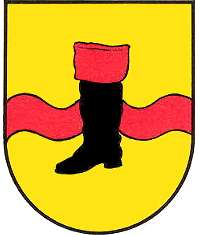
Gersbach
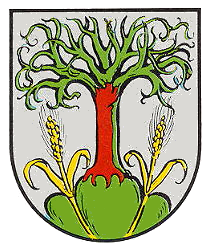
Windsberg
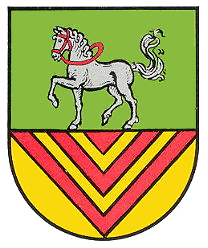
Winzeln

- Erlenbrunn[59]
- Gersbach[60]
- Windsberg [61]
- Winzeln[62]

### Trier
Eingemeindungen: 1888 St. Paulin, Maar, Zurlauben, Löwenbrücken, St. Barbara; 1912 Heiligkreuz, St. Matthias, St. Medard, Feyen; 1930 Euren, Biewer, Pallien, Kürenz, Olewig; 1969 Ehrang-Pfalzel, Eitelsbach, Filsch, Irsch, Kernscheid, Ruwer, Tarforst, Zewen.

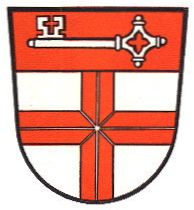
Ehrang
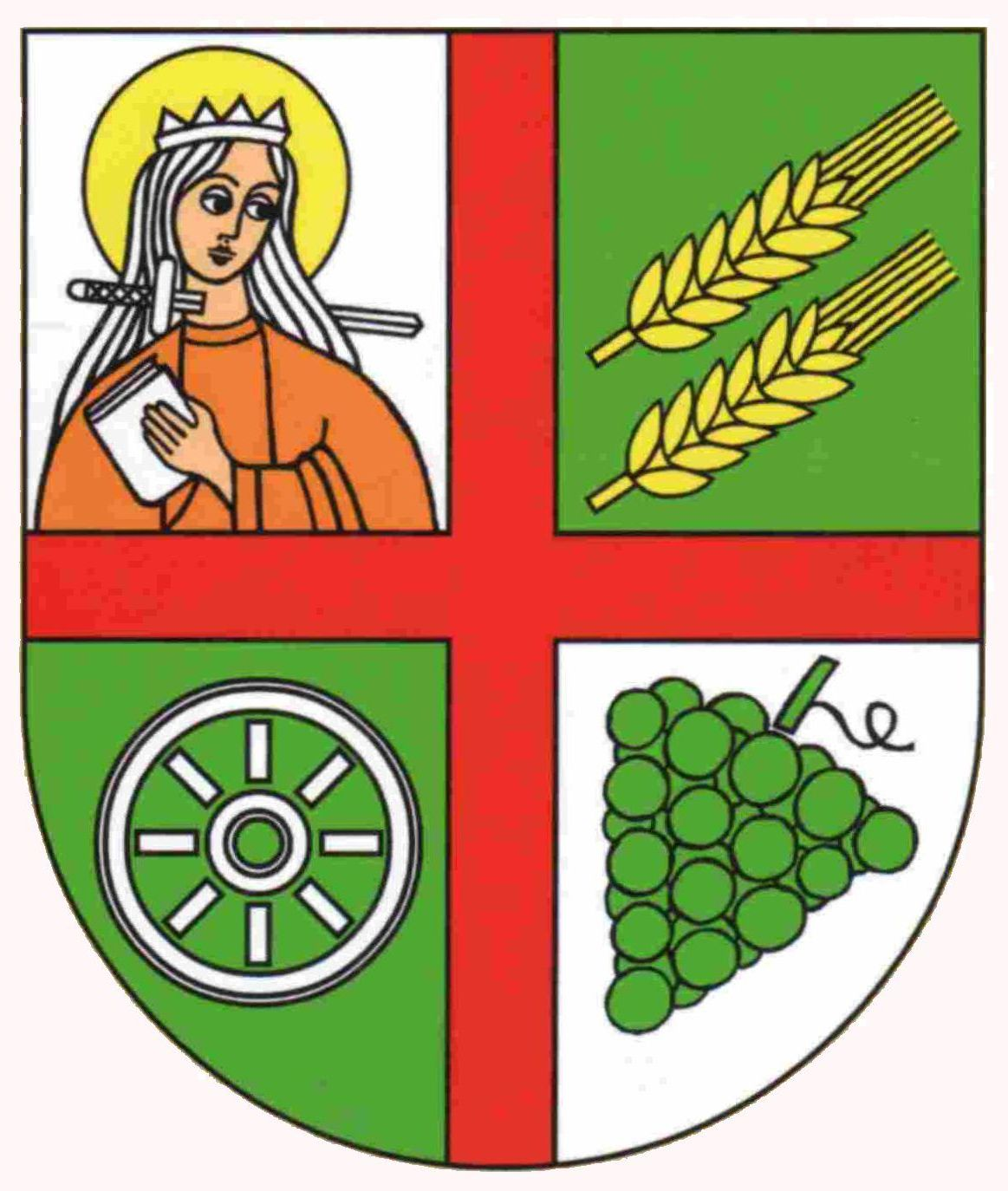
Filsch
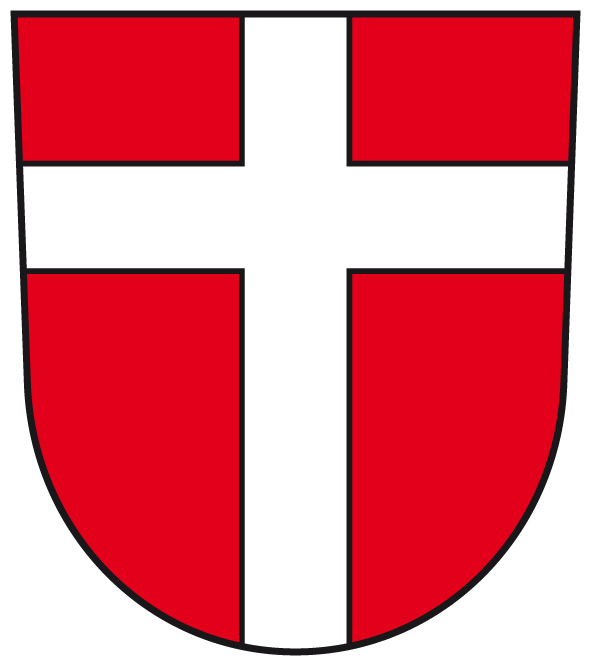
Pfalzel
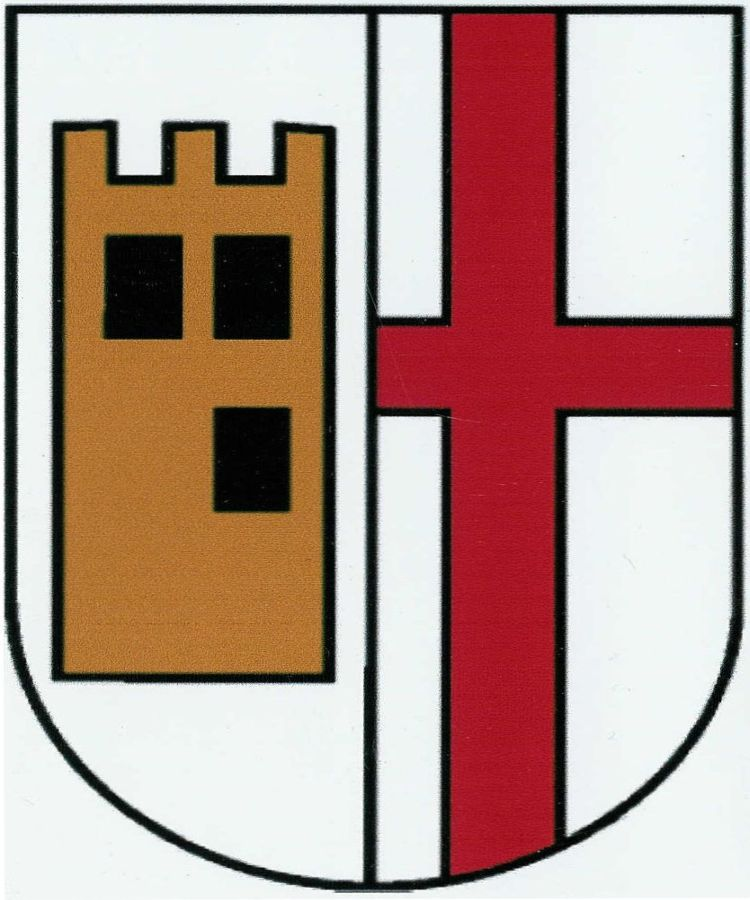
Zewen

### Worms
Eingemeindungen: 1898 Hochheim, Neuhausen, Pfiffligheim; 1942 Herrnsheim, Horcheim, Leiselheim, Weinsheim; 1969, Abenheim, Heppenheim, Ibersheim, Pfeddersheim, Rheindürkheim, Wiesoppenheim

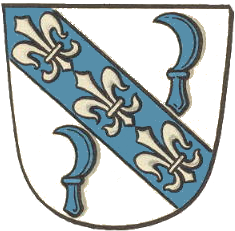
Abenheim
Neuhausen
Heppenheim
Herrnsheim
Hochheim
Horchheim
Ibersheim
Leiselheim
Pfeddersheim
Pfiffligheim
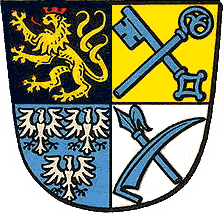
Rheindürkheim
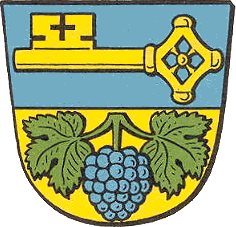
Weinsheim
Wiesoppenheim

### Zweibrücken
Eingemeindungen: 1938 Ixheim, Niederauerbach; 1972: Mittelbach-Hengstbach (das 1969 aus Mittelbach und Hengstbach entstanden war), Oberauerbach, Rimschweiler

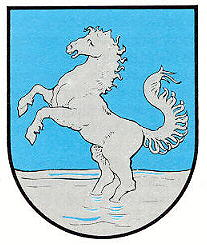
Hengstbach
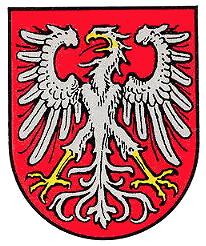
Ixheim
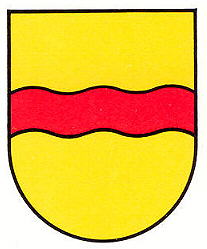
Mittelbach
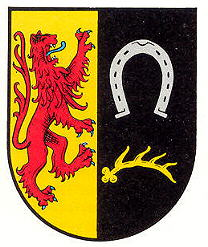
Oberauerbach
Rimschweiler

- Hengstbach[63]
- Ixheim[64]
- Mittelbach[65]
- Oberauerbach[66]
- Rimschweiler[67]

## Blasonierungen
1. ↑  Frankenthal (Pfalz): In Schwarz ein rotbewehrter, -bezungter und -bekrönter goldener Löwe, in der erhobenen rechten Tatze einen goldenen Reichsapfel tragend, mit der linken einen roten Schild haltend, darin ein dreieckiger, mit der Spitze nach oben gekehrter goldener Eckstein.
2. ↑  Kaiserslautern: In rot ein silberner Pfahl, belegt mit einem senkrecht gestellten blauen Fisch.
3. ↑  Koblenz: In Silber ein durchgehendes rotes Kreuz, belegt mit einer goldenen Krone.
4. ↑  Landau: In rotem Schildbord in Silber ein rotbewehrter und -bezungter schwarzer Löwe, belegt mit einem goldenen Herzschild, darin ein rotbewehrter schwarzer Adler.
5. ↑  Ludwigshafen: In Rot ein gesenkter goldener Anker.
6. ↑  Mainz: In Rot zwei durch ein silbernes Kreuz verbundene, schräg gestellte, sechsspeichige silberne Räder.
7. ↑  Neustadt: In Schwarz ein rotbewehrter, -bezungter und -bekrönter goldener Löwe.
8. ↑  Pirmasens: In Silber ein von zwei roten Zinnentürmen flankierter roter Turm mit blauer Kuppel, darauf über zwei beiderseits ausstrahlenden goldenen Blitzen stehend ein schwertschwingender goldener Löwe.
9. ↑  Speyer: In Silber ein rotes Kirchengebäude mit blaubedachten und mit goldenen Kreuzen besteckten Türmen und drei offenen Toren.
10. ↑  Trier: In Rot der stehende, nimbierte und golden gekleidete St. Petrus mit einem aufrechten, abgewendeten goldenen Schlüssel in der Rechten und einem roten Buch in der Linken.
11. ↑  Worms: In Rot ein schrägrechts gestellter silberner Schlüssel, links oben begleitet von einem goldenen fünfstrahligen Stern.
12. ↑  Zweibrücken: In Gold ein blaubewehrter und -bezungter roter Löwe, belegt mit einem dreilätzigen blauen Turnierkragen.
13. ↑  Frankenthal (Pfalz): In Rot ein dreieckiger, mit der Spitze nach oben gekehrter goldener Eckstein.
14. ↑  Flomersheim: In Gold auf grünem Dreiberg eine grüne Pflanze.
15. ↑  Mörsch: In Silber der heilige Stephan in Vollgestalt mit goldenem Nimbus, silberner Albe und goldener Kasel (Diakoniegewand), in der Rechten drei rote Steine 1:2, in der Linken ein grüner Palmwedel, beseitet von zwei schwarzen Wappenschilden, darin rechts auf mit goldenem Kreuzchen bestreutem Feld ein schräglinks gelegter, mit dem Bart nach oben gekehrter silberner Schlüssel, links ein rotbewehrter und -bezungter goldener Löwe.
16. ↑  Mörsch: Von Silber und Schwarz gespalten, rechts der heilige Stephanus in Vollgestalt mit goldenem Nimbus, roter Albe (Untergewand) und blauer Kasel (Diakoniegewand), in der Rechten drei schwarze Steine, in der Linken ein grüner Palmwedel, links durch einen silbernen Wellenbalken geteilt, darüber ein schrägliegender, mit dem Bart nach oben gekehrter silberner Schlüssel, beidseits von je drei goldenen Kreuzchen, darunter ein rotbewehrter und -bezungter goldener Löwe.
17. ↑  Studernheim: In Gold der heilige Petrus wachsend, in blauem Mantel, mit goldenem Nimbus, in der Rechten ein mit dem Bart nach oben gekehrter silberner Schlüssel in der Linken ein rotes Buch mit goldenen Beschlägen.
18. ↑  Eppstein: In Gold ein schwarzes Hufeisen mit abwärts gekehrten Stollen.
19. ↑  Dansenberg: In Silber auf grünem Boden ein grüner Kirschbaum, auf den ein natürlicher Vogel von rechts her zufliegt.
20. ↑  Erfenbach: In mit goldenen Schindeln bestreutem blauen Feld über gesenktem silbernen Wellenbalken ein schwebendes goldenes Mühlrad.
21. ↑  Erlenbach: In Silber ein grüner Wellenbalken, begleitet oben von zwei, unten von einem hockenden roten Eichhörnchen, je eine goldene Nuss haltend.
22. ↑  Hohenecken: In Rot ein silberner Schräglinkswellenbalken, oben begleitet von zwei über eins gestellten goldenen Ecksteinen, unten von einer vierblättrigen goldenen Rosenblüte.
23. ↑  Mölschbach: Von Gold und Blau geteilt, oben eine schräglinks gelegte Axt mit rotem Schaft und blauer Klinge, unten ein sechsspeichiges silbernes Rad.
24. ↑  Morlautern: In Gold die golden bekrönte Muttergottes mit rotem Gewand und blauem Mantel, auf silberner Mondsichel, auf dem linken Arm das Kind, in der Rechten ein goldenes Lilienszepter.
25. ↑  Morlautern: In Grün ein goldener Forsthaken, schräg gekreuzt mit einem goldenen Schilfkolben, darüber eine schwebende silberne Lilie.
26. ↑  Siegelbach: In Rot ein silberner Wellenpfahl, beidseits begleitet von je drei versetzt übereinandergestellten hochformatigen goldenen Ecksteinen.
27. ↑  Landau: In Silber auf grünem Grund eine silberne Burg mit zugemauertem Tor und zwei Zinnentürmen, dazwischen ein blauer Schild mit einem rotbewehrten, -bezungten und -bekrönten goldenen Löwen.
28. ↑  Landau: In Blau eine schwebende silberne Burg mit offenem Tor und zwei Zinnentürmen, daraus wachsend je einander abgewandter, ein goldenes Horn blasender rotbekleideter Wächter, dazwischen ein schwebender silberner Schild mit einem rotbewehrten und -bezungten schwarzen Löwen unter rotem Schildhaupt.
29. ↑  Queichheim: In Grün der goldene Großbuchstabe Q.
30. ↑  Arzheim: In Grün ein von rückwärts gesehener unbekleideter Mann in natürlichen Farben.
31. ↑  Arzheim: In Blau über einer im Schildfuß stehenden fünffach gezinnten goldenen Mauer ein wachsendes durchgehendes silbernes Kreuz, oben beidseits bewinkelt von je einer silbernen Lilie mit goldenem Wirtel.
32. ↑  Dammheim: In Silber ein schwarzes Gemarkungszeichen in Form eines Kreuzes, dessen oberer Balken sich im Winkel rechtshin abbiegt, während der untere in einem Ring endet und der linke Seitenarm hakenförmig nach unten gezogen ist.
33. ↑  Godramstein: In Blau ein doppelköpfiger goldbewehrter, rotbezungter goldener Adler.
34. ↑  Mörzheim: In Rot die silbernen Großbuchstaben D und M übereinandergestellt, seitlich und unten begleitet von je einem sechsstrahligen goldenen Stern.
35. ↑  Nußdorf: In Grün ein goldener Walnusszweig mit einer goldenen Nuss zwischen zwei goldenen Blättern.
36. ↑  Wollmesheim: In Gold über drei grünbestielten blauen Blumen mit goldenen Butzen der schwarze Großbuchstabe W mit zwei sechsstrahligen silbernen Sternen zwischen den Balken.
37. ↑  Ludwigshafen: In geviertem Schild oben rechts von Silber und Blau gerautet, oben links und unten rechts in Rot ein gesenkter goldener Anker, unten links in Blau ein senkrecht gestellter silberner Spaten mit goldenem Stiel und Griff.
38. ↑  Ludwigshafen: In geviertem Schild oben rechts von Silber und Blau gerautet, oben links in Rot ein gesenkter goldener Anker, unten rechts in Blau ein senkrecht gestellter silberner Spaten mit goldenem Stiel und Griff, unten links in Silber ein aufgerichteter, mit dem Bart nach rechts gekehrter schwarzer Schlüssel.
39. ↑  Friesenheim: Gespalten und rechts geteilt, oben rechts in Schwarz ein rotbewehrter und -bezungter goldener Löwe, unten rechts von Silber und Blau gerautet, links in Blau ein silberner Spaten mit goldenem Stiel und Griff.
40. ↑  Maudach: In Gold der heilige Michael mit silbernen Flügeln und blauer Rüstung, mit dem rechten Fuß auf einem am Boden liegenden grünen Drachen (Lindwurm) stehend, in der Rechten ein silbernes Flammenschwert mit goldenem Griff, in der Linken eine goldene Waage.
41. ↑  Mundenheim: In Silber auf Z-förmigen schwarzem Doppelhaken stehend der heilige Petrus ganzfigurig, golden nimbiert, in der Rechten einen aufgerichteten goldenen Schlüssel haltend.
42. ↑  Oggersheim: In Blau ein silberner Balken, belegt mit einem rotbewehrten und -bezungten goldenen Löwen.
43. ↑  Oggersheim: In Blau ein silberner Balken, belegt mit einem rotbewehrten und -bezungten goldenen Löwen, ein silbernes Gemarkungszeichen in der Form des Großbuchstabens A in den Pranken haltend.
44. ↑  Oppau: In mit goldenen Schrägkreuzchen bestreutem blauen Feld der heilige Martin mit goldener Mitra, silberner Albe und goldenem Krummstab (Bischofsstab), und sich mit der Linken stützend auf einen gespaltenen Schild, darin rechts in Schwarz ein goldenbewehrter, -bezungter und -bekrönter goldener Löwe, links von Silber und Blau gerautet.
45. ↑  Oppau: Gespalten und links geteilt, rechts in Schwarz ein rotbewehrter und -bezungter goldener Löwe, links oben in Rot ein schräggelegter wachsender goldener Krummstab, links unten in Blau ein durchbrochenes, mit der Spitze nach oben gestelltes und einen mit der Spitze nach unten gestellten silbernen Dreieckstein einschließendes silbernes Dreieck.
46. ↑  Rheingönheim: In Schwarz ein linksgewendeter rotbewehrter und -bezungter silberner Löwe, einen aufgerichteten silbernen Fisch in den Pranken haltend.
47. ↑  Ruchheim: In Blau auf grünem Boden der heilige Johannes der Täufer in goldenem Fellkleid, mit silbernem Nimbus, in der Linken einen goldenen Kreuzesstab haltend, mit der Rechten auf ein goldnimbiertes, widersehendes silbernes Lamm zeigend.
48. ↑  Diedesfeld: In Rot ein schwarzes Hufeisen mit abwärts gekehrten Stollen.
49. ↑  Duttweiler: Von Blau und Schwarz gespalten, rechts ein linksgewendeter rotbewehrter und -bezungter silberner Löwe, links eine silberne Raute.
50. ↑  Geinsheim: In Silber ein goldbewehrter roter Gänsefuß.
51. ↑  Gimmeldingen: Von Schwarz und Silber gespalten, rechts ein linksgewendeter rotbewehrter, -bezungter und -bekrönter goldener Löwe, links ein schwarzer Rost.
52. ↑  Haardt: Von Schwarz und Silber gespalten, rechts ein linksgewendeter rotbewehrter und -bezungter goldener Löwe, links ein blaues Sesel (Rebmesser) mit goldenem Griff.
53. ↑  Hambach: In Grün ein silbernes Hufeisen mit den Stollen nach unten.
54. ↑  Königsbach: Gespalten, rechts in Gold eine rote Hirschstange, links durch einen silbernen Schrägwellenbalken von Rot und Schwarz geteilt, oben links eine, unten rechts zwei nacheinander gesetzte silberne Lilien, je mit goldenem Wirtel.
55. ↑  Lachen-Speyerdorf: Von Schwarz und Gold gespalten, rechts ein linksgewendeter rotbewehrter und -bezungter goldener Löwe, links ein blaues Gemarkungszeichen in Form des Großbuchstabens L.
56. ↑  Lobloch: Gespalten, rechts von Blau und Silber und Rot geteilt, links in Schwarz ein goldener Ring.
57. ↑  Mußbach: Gespalten, rechts von Silber und Blau gerautet, links in Schwarz ein linksgewendeter rotbewehrter, -bezungter und -bekrönter goldener Löwe.
58. ↑  Winzingen: In Silber auf grünem Dreiberg, darin ein goldener Großbuchstabe W, ein festes rotes Gemäuer mit drei dachlosen roten Rundtürmen.
59. ↑  Erlenbrunn: Aus einem gemauerten roten Brunnen mit fließendem blauen Wasser zwei grünbelaubte Erlen wachsend, bedeckt mit einem goldenen Schnitt, darin drei rote Sparren.
60. ↑  Gersbach: In Gold ein roter Wellenbalken, belegt mit einem schwarzen Schuh mit rotem Stulpen.
61. ↑  Windsberg: In Silber aus grünem Dreiberg wachsend ein bewurzelter entblätterter Baum mit natürlichem Stamm und grünem Geäst, beseitet von je einer aus dem Schildfuß wachsenden und den Dreiberg belegenden goldenen Ähre.
62. ↑  Winzeln: Von Grün und Gold geteilt, oben ein schreitendes, rotgezämtes silbernes Ross, unten drei gestürzte rote Sparren.
63. ↑  Hengstbach: In Blau ein springender silberner Hengst, mit den Hinterbeinen in einem dem Schildfuß einnehmenden silbernen Bach stehend.
64. ↑  Ixheim: In Rot ein gold bewehrter silberner Adler.
65. ↑  Mittelbach: In Gold ein roter Wellenbalken.
66. ↑  Oberauerbach: Von Gold und Schwarz gespalten, rechts ein links gewendeter blau bewehrter und -bezungter roter Löwe, links ein silbernes Hufeisen mit abwärts gekehrten Stollen über einer goldenen Hirschstange mit fünf Enden.
67. ↑  Rimschweiler: Von Rot und Gold gespalten, rechts ein goldener Krummstab mit nach rechts gekehrter Krümme, belegt mit einem silbernen (blau schimmernden) Ritterstechhelm, links ein blau bewehrter und -bezungter roter Löwe.